# كينان طومسون
كينان طومسون (بالإنجليزية: Kenan Thompson) مواليد (10 مايو، 1978)، ممثل كوميدي أمريكي. إشتهر بدوره في برنامج المنوعات الكوميدي ساترداي نايت لايف على قناة "NBC"، منذ (2003).

## نشأته وحياته الشخصية
ولد تومبسون في أتلانتا، جورجيا، والدهُ فليتشر ووالدتهُ إليزابيث آن فليتشر. بدأ بالتَمثيل عندما كان بالخامسة عشرة من العمر وظهر في مسرحية المدرسة. إرتاد تومبسون مدرسة «تراي سيتيز الثانوية».
تزوج تومبسون بعارضة الازياء كرستينا إيفانجيلين في 11 نوفمبر، 2011. ولديهما طفلة ولِدت في 2014.

## أبرز أعماله

### سينما
- كاذب كبير جدا (2002)
- أفاعي في طائرة (2006)
- السنافر (2011)
- سحر بيلي إيزلي (2013)
- السنافر 2 (2013)
- الغرينش (2018)

### تلفاز
- الساحرة المراهقة سابرينا (1998)
- برنامج أماندا (1999)
- آل باركر (2000)
- ساترداي نايت لايف (2003-الآن)
- سايك (2009)
- آي كارلي (2011)
- برنامج الليلة بطولة جيمي فالون (2015)
- أنبرايكابل كيمي شميت (2016)

## وصلات خارجية
- الموقع الرسمي
- كينان طومسون على موقع IMDb (الإنجليزية)
- كينان طومسون على موقع ميتاكريتيك (الإنجليزية)
- كينان طومسون على موقع روتن توميتوز (الإنجليزية)
- كينان طومسون على موقع قاعدة بيانات الأفلام العربية
- كينان طومسون على موقع ألو سيني (الفرنسية)
- كينان طومسون على موقع ميوزك برينز (الإنجليزية)
- كينان طومسون على موقع أول موفي (الإنجليزية)
- كينان طومسون على موقع قاعدة بيانات الأفلام السويدية (السويدية)
- كينان طومسون على موقع إن إن دي بي (الإنجليزية)
- كينان طومسون على موقع ديسكوغز (الإنجليزية)